# Fargues (Lot)
Pour les articles homonymes, voir Fargues.
Fargues est une ancienne commune française située dans le département du Lot, en région Occitanie. Depuis le 1er janvier 2019, elle est une commune déléguée de Porte-du-Quercy.

## Géographie
Commune située dans le Quercy blanc.

### Communes limitrophes
|           | Bélaye                  |                       |
| Le Boulvé | Fargues                 | Carnac-Rouffiac       |
|           | Montcuq-en-Quercy-Blanc | Barguelonne-en-Quercy |

### Hameaux et lieux-dits
Hameaux de la commune : Farguettes...

## Toponymie
Le toponyme Farges (Fargas en occitan) est issu de l'occitan farga du latin fabrica et désigne une forge.

## Histoire
Le 1er janvier 2019, la commune fusionne avec Le Boulvé, Saint-Matré et Saux pour former la commune nouvelle de Porte-du-Quercy dont la création est actée par un arrêté préfectoral du 28 septembre 2018.

## Politique et administration
| Période                                  | Période  | Identité             | Étiquette | Qualité |
| ---------------------------------------- | -------- | -------------------- | --------- | ------- |
| 9783                                     | 1830     | Jean-louis Pinede    |           |         |
| 01.1830                                  | 04.1830  | Bonnaventure Cayla   |           |         |
| 1830                                     | 1837     | Jean-pierre Pechmeja |           |         |
| 1837                                     | 1846     | Pierre Combarieu     |           |         |
| 1846                                     | 1884     | Antoine Autefage     |           |         |
| 1884                                     | 1902     | Henri Bataille       |           |         |
| 2001                                     | En cours | André Seménadisse    |           |         |
| Les données manquantes sont à compléter. |          |                      |           |         |

## Démographie
L'évolution du nombre d'habitants est connue à travers les recensements de la population effectués dans la commune depuis 1793. Pour les communes de moins de 10 000 habitants, une enquête de recensement portant sur toute la population est réalisée tous les cinq ans, les populations de référence des années intermédiaires étant quant à elles estimées par interpolation ou extrapolation. Pour la commune, le premier recensement exhaustif entrant dans le cadre du nouveau dispositif a été réalisé en 2007.

En 2016, la commune comptait 152 habitants, en évolution de −4,4 % par rapport à 2010 (Lot : +1,31 %, France hors Mayotte : +2,11 %).
| 1793 | 1800 | 1806 | 1821 | 1831 | 1836 | 1841 | 1846 | 1851 |
| ---- | ---- | ---- | ---- | ---- | ---- | ---- | ---- | ---- |
| 589  | 644  | 564  | 586  | 698  | 645  | 659  | 639  | 616  |

| 1856 | 1861 | 1866 | 1872 | 1876 | 1881 | 1886 | 1891 | 1896 |
| ---- | ---- | ---- | ---- | ---- | ---- | ---- | ---- | ---- |
| 625  | 620  | 651  | 622  | 602  | 552  | 501  | 442  | 416  |

| 1901 | 1906 | 1911 | 1921 | 1926 | 1931 | 1936 | 1946 | 1954 |
| ---- | ---- | ---- | ---- | ---- | ---- | ---- | ---- | ---- |
| 416  | 412  | 390  | 314  | 286  | 282  | 290  | 260  | 253  |

| 1962 | 1968 | 1975 | 1982 | 1990 | 1999 | 2006 | 2007 | 2012 |
| ---- | ---- | ---- | ---- | ---- | ---- | ---- | ---- | ---- |
| 221  | 212  | 188  | 171  | 175  | 149  | 161  | 163  | 153  |

| 2016 | - | - | - | - | - | - | - | - |
| ---- | - | - | - | - | - | - | - | - |
| 152  | - | - | - | - | - | - | - | - |

## Économie
La viticulture est une des activités économique de Fargues, en effet la commune se situe sur la zone de production de Cahors (AOC).

## Lieux et monuments
- Église de Farguettes